# Zeca do Trombone
José da Silva (Rio de Janeiro, 7 de agosto de 1944 — Rio de Janeiro, 20 de junho de 2023), mais conhecido pelo pseudônimo Zeca do Trombone, foi um instrumentista brasileiro.
Além de ser considerado como um dos melhores instrumentistas do Brasil, teve notoriedade ao trabalhar com diversos artistas da música popular brasileira, como Elizeth Cardoso, Pery Ribeiro, Carlos Dafé, Tim Maia, Beth Carvalho, Alcione, Martinho da Vila, Marlene, Wando, Milton Nascimento, Gonzaguinha, Ivan Lins, Ara Ketu e Negritude Júnior.

## Discografia
- (2001) Gafieira
- (1980) Rota Mar
- (1978) Zeca do Trombone
- (1977) Zeca do Trombone e Roberto Sax